# قلعه محمدآباد (درمیان)
بقایای قلعه محمدآباد مربوط به دوره قاجاریه است و در شهرستان درمیان، بخش گزیک، دهستان طبس مسینا، روستای محمدآباد واقع شده و این اثر در تاریخ ۸ بهمن ۱۳۸۵ با شمارهٔ ثبت ۱۷۰۵۲ به عنوان یکی از آثار ملی ایران به ثبت رسیده است.